# Cat (jeu de rôle)
Pour les articles homonymes, voir Cat.
Cat est un jeu de rôles en anglais créé par John Wick dans lequel les joueurs incarnent des chats.

## Présentation
Sous-titré A little game about little heroes, Cat propose aux joueurs de jouer des chats chargés de protéger les humains des terribles boggins (invisibles aux yeux humains).
Tous les mille ans a lieu une compétition, en anglais The Contest, que les chats gagnent régulièrement et que les humains perdent à chaque fois. Ce qui fait des chats les protecteurs des humains. En effet les Boggins se nourrissent des rêves des humains, se repaissent de leur âme, jusqu'à s'emparer d'eux & répandre le mal.
Comme les humains ne voient pas les Boggins et prennent leurs attaques pour des affections courantes (fatigue, stress, dépression...) les chats doivent les protéger malgré eux. Tout ou partie d'un scénario peut se dérouler dans le monde des rêves où ont lieu ces affrontements: les humains peuvent s'y rendre mais ne se souviennent en général de rien à leur réveil.
Les chats ne manquent pas d'ennemis : les chiens, qui arrivent seconds au Contest, les rats, les cauchemars et les humains normaux qui n'aiment pas les chats. Ils ne sont pas pour autant dépourvus de moyens puisque, entre autres, les chats ont neuf vies. Mais gare à la plume ou au bouchon attachés à une ficelle! À cause d'une antique malédiction, le chat est comme hypnotisé et il reste à jouer jusqu'à ce qu'il se libère du sort !

## Système de jeu
Cat s'ouvre sur un récit entre un chat et un humain, au pays des rêves. On y apprend l'essentiel du background du jeu, en particulier le Contest. Ensuite viennent la création du personnage, ici un chat, et le système de jeu proprement dit.
Le système de jeu de Cat s'appelle le Advantage System. Il est très simple : pour réussir une action, le joueur lance un certain nombre de dés à 6 faces, en fonction de ses traits (Griffes, Fourrure, Face, Dents, Queue ou Pattes) et on compte les résultats pairs.
Pour réussir une action facile, il suffit d'un résultat pair ; il en faut deux pour une action moyennement difficile et trois pour une action difficile. Le joueur peut ajouter des dés en fonction de son rolepaying : mieux il joue la situation, mieux il la décrit, plus il l'enjolive, plus il reçoit de dés de bonification.
Les dernières pages du jeu donnent des informations réelles sur les chats, détails historiques ou physiologiques. L'auteur a dédié son jeu à son propre chat, Roland, mort de leucose féline à un an et demi.

## Cat et Cats
À ne pas confondre "Cat" de John Wick et Cats ! La Mascarade, jeu de rôles français.

## Site internet
Site officiel